# Galepsus bioculatus abyssiniens
Galepsus bioculatus abyssiniens es una subespecie de mantis de la familia Tarachodidae.

## Distribución geográfica
Se encuentra en Etiopía.